# Aceros leucocephalus
Rhabdotorrhinus leucocephalus é uma espécie de ave da família Bucerotidae. 
É endémica das Filipinas.
Os seus habitats naturais são: florestas subtropicais ou tropicais húmidas de baixa altitude.
Está ameaçada por perda de habitat.